# Groupe de NGC 7436
Le groupe de NGC 7426 comprend au moins cinq galaxies situées dans la constellation de Pégase. La distance moyenne entre ce groupe et la Voie lactée est de 103,2 ± 7,3 Mpc (∼337 millions d'al) où l'incertitude est égale à la moyenne des incertitudes des distances.

## Membres
Le tableau ci-dessous liste les cinq galaxies qui sont indiquées sur le site Spacewalk. Ce groupe est aussi mentionné par la désignation WBL692 par White et al. dans un article publié en 1999. Cet article indique aussi que cinq galaxies sont membres du groupe, mais elles ne sont toutefois malheuresement pas identifiées
| Nom           | Classification | Type           | α (J2000.0)      | δ (J2000.0)     | Vitesse radiale (km/s) | Magnitude apparente | Distance (Mpc) | Dimension (kal) |
| ------------- | -------------- | -------------- | ---------------- | --------------- | ---------------------- | ------------------- | -------------- | --------------- |
| NGC 7433      | Sbc            | Spirale        | 22h 57m 51.7117s | 26° 09′ 43.819″ | 7558 ± 37              | 14,9                | 106,8 ± 7,5    | 110             |
| NGC 7435      | SB(s)a         | Spirale barrée | 22h 57m 54.1991s | 26° 08′ 19.912″ | 7388 ± 21              | 14,2                | 103,8 ± 7,3    | 154             |
| NGC 7436      | E              | Elliptique     | 22h 57m 56.9s    | 26° 09′ 00.0″   | 7219 ± 13              | 12,6                | 101,1 ± 7,1    | 117             |
| LEDA 70122    | ?              | ?              | 22h 57m 58.7042s | 26° 07′ 54.706″ | 6935 ± 28              | ?                   | 97,13 ± 6,83   | 17,74           |
| MCG 05 54 005 | SB(s)bc        | Spirale barrée | 22h 57m 56.2089s | 26° 08′ 59.755″ | 7599 ± 23              | ?                   | 106,9 ± 7,5    | 87              |

Le site DeepskyLog permet de trouver aisément les constellations des galaxies mentionnées dans ce tableau ou si elles ne s'y trouvent pas, l'outil du site constellation permet de le faire à l'aide des coordonnées de la galaxie. Sauf indication contraire, les données proviennent du site NASA/IPAC.